# Ліщук Валерій Іванович
Вале́рій Іва́нович Ліщу́к — полковник медичної служби Збройних сил України, учасник російсько-української війни.

## З життєпису
Станом на жовтень 2015-го — замісник командира частини-начальник оперативно-медичного відділу, Військово-медичний клінічний центр Північного регіону, в/ч А3306.

## Нагороди
За особисту мужність, сумлінне та бездоганне служіння Українському народові, зразкове виконання військового обов'язку відзначений — нагороджений
- орденом Богдана Хмельницького III ступеня (4.12.2016).